# Natolin (Sokołów)
Pour les articles homonymes, voir Natolin.
Natolin  [naˈtɔlin] est un village polonais de la gmina de Ceranów dans le powiat de Sokołów et dans la voïvodie de Mazovie, au centre-est de la Pologne.
Il est situé à environ 6 kilomètres à l'est de Ceranów, 28 kilomètres au nord de Sokołów Podlaski et à 102 kilomètres au nord-est de Varsovie.